# Bajacalifornia arcylepis
Bajacalifornia arcylepis is een  straalvinnige vissensoort uit de familie van gladkopvissen (Alepocephalidae). De wetenschappelijke naam van de soort is voor het eerst geldig gepubliceerd in 1985 door Markle & Krefft.